# بادام مخملی
بادام مخملی (نام علمی: Amygdalus trichamygdalus) نام علمی مترادف (نام علمی: Prunus trichamygdalus) گونه‌ای از سرده بادام است.